# Musca minutissima
Musca minutissima är en tvåvingeart som först beskrevs av Razoumowsky 1789.  Musca minutissima ingår i släktet Musca, ordningen tvåvingar, klassen egentliga insekter, fylumet leddjur och riket djur.
Artens utbredningsområde är Schweiz. Inga underarter finns listade i Catalogue of Life.